# Aulacus forus
Aulacus forus är en stekelart som först beskrevs av Smith 2001.  Aulacus forus ingår i släktet Aulacus och familjen vedlarvsteklar. Inga underarter finns listade.